# Eupithecia casta
Eupithecia casta là một loài bướm đêm trong họ Geometridae.